# Çardaqlı (ort i Azerbajdzjan)
Çardaqlı (ryska: Магавуз, armeniska: Maghavus, Մաղավուս, Մաղավուզ) är en ort i Azerbajdzjan.   Den ligger i distriktet Tərtər Rayonu, i den centrala delen av landet, 270 km väster om huvudstaden Baku. Çardaqlı ligger 781 meter över havet och antalet invånare är 468.
Terrängen runt Çardaqlı är kuperad åt sydost, men åt nordväst är den bergig. Terrängen runt Çardaqlı sluttar österut. Närmaste större samhälle är Martakert, 9,6 km öster om Çardaqlı. 
Omgivningarna runt Çardaqlı är en mosaik av jordbruksmark och naturlig växtlighet. Runt Çardaqlı är det ganska glesbefolkat, med 38 invånare per kvadratkilometer.